# Ernst Theodor Eichelbaum
Ernst Theodor Eichelbaum (* 23. Juni 1893 in Berlin; † 16. April 1991 in St. Peter-Ording) war ein deutscher Politiker (CDU).

## Leben
Eichelbaum war Sohn des Kammergerichtsrats Julius Eichelbaum (1850–1921) und seiner Frau Magarethe (geb. Bushenius, 1854–1915). Er hatte drei Schwestern. 1911 machte er sein Abitur an der Thomasschule in Leipzig. Danach studierte er Deutsch, Geschichte, Religion und Philosophie an der Ludwig-Maximilians-Universität München und Friedrich-Wilhelm-Universität Berlin. Bei Ausbruch des Ersten Weltkrieges 1914 meldete er sich freiwillig zum Militärdienst. Er wurde verwundet und legte in der Zeit seiner Genesung die Staatsprüfung für das Höhere Lehramt ab. Für seine Leistungen, zuletzt als Leutnant der Reserve der sächsischen Armee, im Regiment und als Kommandierender einer Artilleriebatterie, erhielt er das Eiserne Kreuz 1. Klasse, den Albrechts-Orden (Ritterkreuz 2. Klasse) und das Verwundetenabzeichen in Schwarz.
Im Januar 1919 trat er als Studienrat in das Kollegium der Thomasschule ein, dem er bis 1943 und erneut 1945/46 angehörte. Er unterrichtete Deutsch, Geschichte und Religion. Außerdem war Eichelbaum sechs Jahre lang Inspektor im Alumnat des Thomanerchores. 1943 wurde Eichelbaum, der jüdische Vorfahren besaß, mit Berufsverbot belegt und war danach für die Schadensanträge in der Stadtverwaltung zuständig. Zur Zeit des Nationalsozialismus gehörte er der Bekennenden Kirche an.
1945 gehörte Eichelbaum zu den Mitbegründern der CDU in Leipzig, deren zweiter Kreisvorsitzender er bis 1948 war. Er gehörte auch dem sächsischen Landesvorstand an. Seit 1946 Stadtverordneter, war er von 1945 bis 1948 Zweiter Bürgermeister der Stadt Leipzig.
Im Oktober 1948 verließ Eichelbaum Leipzig und die sowjetische Besatzungszone und lebte seitdem in Westdeutschland. Von 1949 bis 1957 leitete er als Oberstudiendirektor das naturwissenschaftliche Gymnasium in Wuppertal-Elberfeld. Er gehörte der CDU Nordrhein-Westfalen in Wuppertal an. Er wurde Vorstandsmitglied der Exil-CDU und des Evangelischen Arbeitskreises von CDU und CSU. 1952 war er Mitbegründer des Gesamtverbandes der Sowjetzonenflüchtlinge, dessen Bundesvorsitzender er bis 1963 war. Von 1957 bis 1965 war er Mitglied des 3. Deutschen Bundestags und des 4. Deutschen Bundestags.

## Ehrungen und Auszeichnungen
Eichelbaum wurde mit dem Großen Verdienstkreuz des Verdienstordens der Bundesrepublik Deutschland ausgezeichnet.
Im Jahr 2000 wurde eine Straße im Leipziger Stadtteil Großzschocher nach Eichelbaum benannt (Eichelbaumstraße, vorher: Alfred Rosch-Straße).